# Tachina incisa
Tachina incisa là một loài ruồi trong họ Tachinidae.